# 정현 (테니스 선수)
정현(鄭泫, 1996년 5월 19일 ~ )은 대한민국의 테니스 선수이다. 현재 대한민국 테니스 랭킹 1위이며, 2017년 넥스트 제너레이션 ATP 파이널 챔피언을 거머쥐었다.

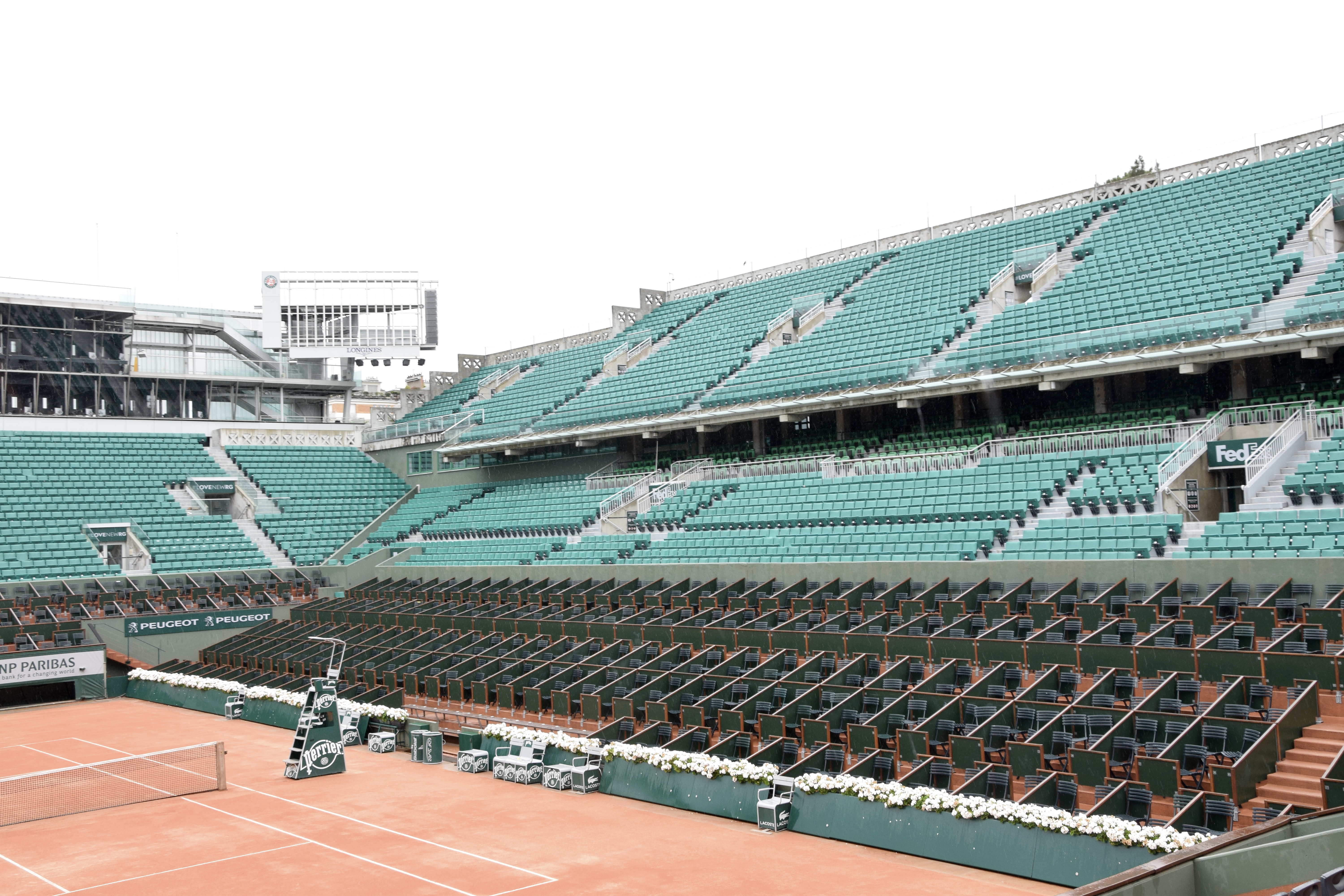
프랑스 오픈 경기장, Paris (Ank Kumar, Infosys) 10

정현의 테니스 라켓 브랜드

## 학력
- 영화초등학교
- 수원북중학교
- 삼일공업고등학교
- 상지대학교 사회체육학과 중퇴
- 한국체육대학교 체육교육학과 재학

## 선수 경력

### 2014년
2014년에는 퓨처스 대회 3번과 2014년 창삿 방콕 오픈 대회에서 우승하면서 본격적인 프로선수 생활을 시작하였다. 특히 방콕 오픈은 첫 챌린저급 대회이기도 했다. 이후 2014년 미국 오픈 대회에 데이비스 컵 대한민국 대표팀으로 나서 두 번의 경기에서 이겼으며, 아시아-오세아니아 제1그룹 수성에 성공했다. 이후 인천에서 열린 2014년 아시안 게임 테니스 복식 종목에도 출전하여 금메달을 획득하였다. 정현 선수의 2014년 시즌 ATP 랭킹은 151위였다.

### 2015년: 돌파구
오스트레일리아 오픈 대회에서 정현 선수는 최종 예선전까지 진출하였으나, 챌린저 투어 대회에 더욱 집중했다. 이후 2015년 2월 버니 챌린저 대회에서 승리하면서 세계랭킹 150위 이내에 도달하였으며, 마이애미 오픈의 ATP 월드 투어 대회 참가 와일드카드를 부여받아 처음으로 마스터스급 대회 2차전에 진출하게 되었다.
2015년 4월과 5월에는 챌린저 타이틀을 두 차례 더 획득하며 사상 처음으로 세계랭킹 100위 내에 진입하였다. 이처럼 세계랭킹은 급속히 올라갔지만, 대한테니스협회 측의 실수로 2015년 프랑스 오픈 엔트리 마감시한을 놓치게 되었다. 다행히 와일드카드를 부여받아 대회 예선전에 나갈 수 있었지만 1차전에서 탈락하였다. 탑쉘프 오픈 1차전에서는 랭크에 오르지 않은 니콜라스 먼로 선수와 만났으나 스트레이트 세트로 패배하였다.
2015년 윔블던 선수권 대회에서는 개인통산 첫 그랜드슬램 대회 출전을 기록하였으나 1차전에서 피에르위그 에르베르 선수를 만나 결정세트에서 10-8로 패배했다. 2015년 미국 오픈 대회에서는 메인드로로 출전자격을 얻었으며 제임스 덕워스 선수를 누르면서 첫 그랜드슬램 대회 승리를 거머쥐었다. 2회전에서는 세계랭킹 5위 스타니슬라스 바브린카 선수에게 타이브레이크까지 걸었지만 세 세트 모두 패했다. 이후 2015년 ATP 투어와 챌린저 대회에 계속 출전하였으며, 9월 가오슝 대회 우승과 선전 오픈에서 첫 ATP 4강 진출을 기록하였다. 이후 최종 세계랭킹 51위로 120위나 오르면서, 2015년 ATP 연말 어워드의 가장 발전한 선수 (Most Improved Player)로 선정되었다.

### 2016년
브리즈번 대회 1차전에서 샘 그로스 선수와 만나 승리했다. 하지만 2차전에서 세계랭킹 3위 마린 칠리치 선수에게 패했다. 뒤이어 호주 오픈 1차전에서 노바크 조코비치에게 패배하며 대회를 마쳤다.
2016년 2월 소피아 오픈 1차전에서 예선을 통과한 마리우스 코필 선수에게 다시 패했다. 로테르담 토너먼트에서는 2차전까지 진출하였지만 빅토르 트로이츠키에게 패해하고 말았다. 마르세유 대회에서는 다시 1차전에서 데이비드 고핀 선수에게 패배하였다. 두바이 챔피언십 1차전에서는 안드레아스 세피를 상대로 승리했으나 2차전에서 로베르토 바우티스타 아구트를 만나 단 한 세트만 승리한 채 패배하여 탈락하였다.
데이비스 컵에서는 대한민국 대표로 출전, 뉴질랜드를 상태로 단식경기 두 차례에서 승리하였다. 대한민국의 성적은 3-1이었다. 인디안 웰스 대회에서는 1차전에서 알베르트 라모스비뇰라스 선수에게 패배하였으며, 마이애미 대회에서도 1차전에서 데니스 커들라 선수에게 패했다.

### 2017년: 50위 진입과 넥스트 제너레이션 파이널 우승
2016년 오스트레일리아 오픈에서 첫 상대로 렌조 올리보를 만나 승리를 거둔 정현 선수는 준결승전에서 그리고르 디미트로이와 맞붙어 1차전에서 6-1로 승리하였지만 2차전에서 패하면서 대회를 마쳤다. 2017년 4월에는 2017년 바르셀로나 오픈 방코 사바델 대회에 출전해 데니스 이스토민, 필립 콜슈라이버, 알렉산더 즈베레이, 노바크 디오코비치 등을 꺾으며 패배 없이 6연승을 거두두며 8강전까지 진출하였다. 8강에서 라파엘 나달을 타이브레이크로 압박하였으나 끝내 패배했다.
2017년 5월에는 독일 뮌헨에서 열린 2017년 BMW 오픈에 출전해 4강에 진출했다. 2차전에서 세계랭킹 16위인 가엘 몽필과 맞붙어 승리를 거뒀다. 가엘은 정현 선수가 꺾은 선수 중 가장 상위랭킹에 있던 선수이기도 했다. 이어진 프랑스 오픈에서는 1차전에서 랭킹 27위 샘 쿼리를 꺾으며 3차전까지 갔으나 3차전에서 일본의 랭킹9위 니시코리 게이 선수를 만나 세트스코어 2-3으로 패배했다. 하지만 이번 대회로 개인성적으로는 그랜드슬램 대회 최고 성적을 기록하였다.
8월 로저스 컵에서는 3차전까지 진출해 ATP 마스터스 1000 대회 최고성적을 거두었다. 특히 2차전에서 세계랭킹 13위의 데이비드 고핀 선수를 스트레이트 세트로 누르는 기록을 세웠다. 이후 이탈리아 밀라노에서 열린 넥스트 제너레이션 ATP 파이널에 참가해 결승전에서 안드레이 루블레프를 꺾고 최종 우승하였다. 토너먼트에서 단 1패도 기록하지 않았기 때문에 정현 선수에게는 최종상금 39만 달러 (약 4억 원)이 전달됐다.

### 2018년: 그랜드슬램 4강 진출
2018 시즌 첫 대회로 브리즈번 인터내셔널에 출전한 정현 선수는 길스 뮐러를 스트레이트로 눌렀으나 2차전에서 카일 에드먼드에게 패배하면서 대회를 마쳤다. ASB 클래식에서는 4강에 진출하였지만 다비드 페레르에게 패했다.
2018년 오스트레일리아 오픈에서는 예선에서 미샤 즈베레프, 다닐 메드베데프 선수를 차례로 꺾고, 3차전에서 세계랭킹 4위 알렉산더 즈베레프 주니어 선수와 대적하게 되었지만 5세트 (5-7, 7-6, 2-6, 6-3, 6-0) 끝에 승리하며, 개인통산 사상 첫 메이저 대회 16강에 진출하였다. 16강전에서는 호주오픈 남자싱글 우승 6번을 달성한 전 챔피언, 노바크 조코비치 선수를 16강에서 만났으나 7-6, 7-5, 7-6의 스트레이트 세트를 기록하며 승리하며 8강에 진출했고 8강에서 테니스 샌드그렌을 꺾고 한국 선수 최초로 4강에 오르는 기염을 토했지만 로저 페더러와의 4강전에서 발바닥 물집 부상으로 기권패했다. 이뿐만 아니라 정현은 몰도바의 라두 알보트와 짝을 이뤄 32강에서 전 대회 우승자인 핀란드의 헨리 콘티넨, 오스트레일리아의 존 피어스 조를 맞아 완승을 거두었다. 복식 경기는 단식 경기에 더 집중하기 위해 기권하였다.
오스트레일리아 오픈 이후 정현은 델레이 비치 오픈에 출전하였으며, 캐머런 노리와 프랑코 스쿠고르를 각각 격파했으나, 동대회 우승자인 프랜시스 티아포에 패했다. 그 뒤론 멕시코 오픈에 출전해 도널드 영과 에르네스토 에스코베도를 격파하고 케빈 앤더슨에게 패했다.
인디언 웰스 마스터스에서, 정현은 두산 라요비치, 토마시 베르디흐, 파블로 쿠에바스를 격파하고 자신의 첫 마스터스 대회 8강 진출에 성공했으나, 8강에서 로저 페더러에게 0-2로 완패하고 말았다.

## 경력
- 2014년 아시안 게임 테니스 남자 국가대표
- 2015년 윔블던 1라운드
- 2015년 US 오픈 2라운드
- 2016년 호주오픈 1라운드
- 2016년 프랑스 오픈 1라운드
- 2017년 호주오픈 2라운드
- 2017년 프랑스 오픈 3라운드
- 2017년 ATP 넥스트 제너레이션 파이널스 대회 우승
- 2018년 호주오픈 대한민국 최초로 그랜드슬램 4강 진출
- 2019년 US 오픈 3라운드

## 부상
정현은 2018년 이후 각종 부상으로 거의 프로 테니스 협회인 ATP 투어를 뛰지 못했다. 허리 부상으로 2019년 초반 거의 반년을 쉬었고, 지난해도 손바닥 부상으로 호주오픈에 출전하지 못했다. 결국 2021년 1월 허리 시술을 받았다. 현재는 재활을 하며 복귀를 준비하고 있다.

## 참고 문헌
임종률,'아! 정현, 또 부상' 다시 기약 없는 재활로,2021.01.25,https://sports.news.nate.com/view/20210125n13580
조은혜, 정현 "허리 시술 받고 재활 시작, 건강히 복귀하겠다", https://www.hankyung.com/sports/article/202101258954l 보관됨 2021-10-03 - 웨이백 머신